# Ceriagrion tricrenaticeps
Ceriagrion tricrenaticeps är en trollsländeart som beskrevs av Legrand 1984. Ceriagrion tricrenaticeps ingår i släktet Ceriagrion och familjen dammflicksländor. IUCN kategoriserar arten globalt som livskraftig. Inga underarter finns listade i Catalogue of Life.